# 恩典会
恩典会（Grace Evangelical Mission，GEM）是一个独立宣教会，由美国传教士金乐德（Alexander Kennedy）夫妇创建于1899年。他们于1898年来华，次年在浙江省余杭县塘栖镇水北创建恩典会。
1917年，恩典会在浙江有1总堂，5支堂，西教士3人，华传道13人，受餐信徒393人。1919年，恩典会在浙江有西教士3人，受餐信徒150人。